# Selište (Prokuplje)
Pour les articles homonymes, voir Selište et Selišta.
Selište (en serbe cyrillique : Селиште) est un village de Serbie situé dans la municipalité de Prokuplje, district de Toplica. Au recensement de 2011, il comptait 12 habitants.

## Démographie
| 1948 | 1953 | 1961 | 1971 | 1981 | 1991 | 2002 | 2011 |
| ---- | ---- | ---- | ---- | ---- | ---- | ---- | ---- |
| 85   | 89   | 70   | 44   | 22   | 8    | 16   | 12   |

|  |